# Château de Noirlieu
Le château de Noirlieu est un château situé à Bressuire dans le département français des Deux-Sèvres.

## Historique
Le château est inscrit au titre des monuments historiques depuis le 18 avril 1995.